# أوكرا
أوكرا (بالبرتغالية: André Filipe Alves Monteiro) إسمه الحقيقي أندريه فيليبي ألفيس مونتيرو (بالبرتغالية: André Filipe Alves Monteiro) هو لاعب كرة قدم برتغالي في مركز الهجوم ولد في يوم 16 مارس 1988 في مدينة فاماليساو في البرتغال، يلعب حالياً مع نادي الفتح السعودي وسبق له اللعب مع أندية سبورتينغ براغا ونادي أولهانينسي ونادي فارزيم ونادي بورتو ونادي ريو أفي، كما لعب مع منتخب البرتغال لكرة القدم ويبلغ طوله 175.

## روابط خارجية
- أوكرا على موقع الاتحاد الأوربي (الإنجليزية)
- أوكرا على موقع قاعدة بيانات كرة القدم.إي يو (الإنجليزية)
- أوكرا على موقع ناشيونال فوتبول تيمز (الإنجليزية)
- أوكرا على موقع Soccerway.com (الإنجليزية)
- أوكرا على موقع عالم كرة القدم.نت (الإنجليزية)
- أوكرا على موقع AS.com (الإسبانية)